# Europese kampioenschappen kunstschaatsen 1964
De Europese Kampioenschappen kunstschaatsen zijn wedstrijden die samen een jaarlijks terugkerend evenement vormen, georganiseerd door de Internationale Schaatsunie (ISU).
De kampioenschappen van 1964 vonden plaats van 14 tot en met 18 januari in Grenoble. Het was de eerste keer dat de EK kampioenschappen hier plaatsvonden. Het was de derde keer dat de EK kunstschaatsen in Frankrijk plaatsvonden, eerder werden de evenementen van 1932 en 1956 in Parijs gehouden.
Voor de mannen was het de 56e editie, voor de vrouwen en paren was het de 28e editie en voor de ijsdansers de elfde editie.

## Historie
De Duitse en Oostenrijkse schaatsbond, verenigd in de "Deutscher und Österreichischer Eislaufverband", organiseerden zowel het eerste EK Schaatsen voor mannen als het eerste EK Kunstschaatsen voor mannen in 1891 in Hamburg, in toen nog het Duitse Keizerrijk, nog voor het ISU in 1892 werd opgericht. De internationale schaatsbond nam in 1892 de organisatie van het EK kunstschaatsen over. In 1895 werd besloten voortaan het WK kunstschaatsen te organiseren en kwam het EK te vervallen. In 1898, na twee jaar onderbreking, vond toch weer een herstart plaats van het EK kunstschaatsen.
De vrouwen en paren zouden vanaf 1930 jaarlijks om de Europese titel strijden. De ijsdansers streden vanaf 1954 om de Europese titel in het kunstschaatsen.

## Deelname
Er namen deelnemers uit vijftien landen deel aan deze kampioenschappen. Zij vulden 64 startplaatsen in de vier disciplines in.
Voor België nam Christine Van der Putte voor de derde maal deel in het vrouwentoernooi.
Voor Nederland nam Wouter Toledo voor de zesde keer deel in het mannentoernooi, Sjoukje Dijkstra voor de negende keer deel in het vrouwentoernooi en bij het ijsdansen debuteerden Jopie Wolf / Nico Wolf.
(Tussen haakjes het totaal aantal startplaatsen over de disciplines.)
| Frankrijk (9) Oostenrijk (8) West-Duitsland (8) Tsjecho-Slowakije (7) Verenigd Koninkrijk (7) | Zwitserland (6) Hongarije (4) Sovjet-Unie (4) Nederland (3) Italië (2) | Polen (2) België (1) Noorwegen (1) Duitse Democratische Republiek (1) Zweden (1) |

## Medailleverdeling
Bij de mannen prolongeerde Alain Calmat de Europese titel, het was zijn derde titel op rij en zijn vijfde medaille, in 1958 werd hij derde en in 1961 tweede. Manfred Schnelldorfer op de tweede plaats veroverde ook zijn vijfde medaille, van 1960-1962 werd hij derde en in 1963 ook tweede. Voormalig Europees kampioen (1958, 1959) Karol Divín eindigde dit jaar op de derde plaats, het was zijn achtste medaille, van 1954-1956 eindigde hij op de derde plaats en in 1957 en 1962 werd hij tweede.
Bij de vrouwen stonden voor de derde keer dezelfde drie vrouwen op het erepodium als het jaar ervoor. In 1937-1938 en 1951-1952 gebeurde dit eerder. Sjoukje Dijkstra prolongeerde de Europese titel, het was haar vijfde titel oprij en haar zesde medaille, in 1959 werd ze tweede. Regine Heitzer op plaats twee eindigde voor het vijfde opeenvolgende jaar op het erepodium, van 1960-1962 werd ze tweede en in 1963 derde. Nicole Hassler op plaats drie veroverde haar tweede EK medaille, in 1963 werd ze tweede.
Bij de paren was het erepodium een kopie van het vorige jaar. Het was de tweede keer dat dit gebeurde, in 1939 vond dit eerder plaats. Marika Kilius / Hans-Jürgen Bäumler veroverden voor de zesde opeenvolgende keer de Europese titel, het was ook hun zesde medaille gezamenlijk. Voor Kilius was het haar negende medaille, van 1955-1957 werd ze met Franz Ningel derde. Het Sovjet paar Ludmila Belousova / Oleg Protopopov op de tweede plaats veroverden hun derde EK medaille, in 1962 werden ze ook tweede. Het duo op plaats drie, Tatjana Zjoek / Alexander Gavrilov, veroverden hun tweede EK medaille.
Bij het ijsdansen werden Eva Romanová / Pavel Roman het zevende paar die de Europees titel wonnen en het tweede niet-Britse paar. Het was hun derde medaille, in 1962 werden ze derde en in 1963 tweede. Op de tweede positie stonden Janet Sawbridge / David Hickinbottom voor de tweede keer op het erepodium, in 1963 werden ze derde. Het debuterende paar Yvonne Suddick / Roger Kennerson veroverden de derde plaats.
| Discipline | Goud                                | Zilver                               | Brons                              |
| ---------- | ----------------------------------- | ------------------------------------ | ---------------------------------- |
| Mannen     | Alain Calmat                        | Manfred Schnelldorfer                | Karol Divín                        |
| Vrouwen    | Sjoukje Dijkstra                    | Regine Heitzer                       | Nicole Hassler                     |
| Paren      | Marika Kilius / Hans-Jürgen Bäumler | Ludmila Belousova / Oleg Protopopov  | Tatjana Zjoek / Alexander Gavrilov |
| IJsdansen  | Eva Romanová / Pavel Roman          | Janet Sawbridge / David Hickinbottom | Yvonne Suddick / Roger Kennerson   |

## Uitslagen
| #      | naam (deelname)            | land                         | pc     |
| ------ | -------------------------- | ---------------------------- | ------ |
| Goud   | Alain Calmat (11)          | Vlag van Frankrijk           |        |
| Zilver | Manfred Schnelldorfer (10) | Vlag van Duitsland           |        |
| Brons  | Karol Divín (9)            | Vlag van Tsjechië            |        |
| 4      | Emmerich Danzer (4)        | Vlag van Oostenrijk          |        |
| 5      | Peter Jonas (8)            | Vlag van Oostenrijk          |        |
| 6      | Sepp Schönmetzler (4)      | Vlag van Duitsland           |        |
| 7      | Wolfgang Schwarz           | Vlag van Oostenrijk          |        |
| 8      | Giordano Abbondati (4)     | Vlag van Italië              |        |
| 9      | Robert Dureville (3)       | Vlag van Frankrijk           |        |
| 10     | Hugo Dumler (2)            | Vlag van Duitsland           |        |
| 11     | Philippe Pelissier (2)     | Vlag van Frankrijk           |        |
| 12     | Jeno Ebert (2)             | Vlag van Hongarije           |        |
| 13     | Markus Germann (3)         | Vlag van Zwitserland         |        |
| 14     | Wouter Toledo (6)          | Vlag van Nederland           |        |
| 15     | Hywel Evans (2)            | Vlag van Verenigd Koninkrijk |        |
| 16     | Frantiszek Spitol (2)      | Vlag van Polen (1928-1980)   |        |
| -      | Valeri Meshkov (4)         | Vlag van Sovjet-Unie         | t.z.t. |

| #      | naam (deelname)               | land                         | pc     |
| ------ | ----------------------------- | ---------------------------- | ------ |
| Goud   | Sjoukje Dijkstra (9)          | Vlag van Nederland           |        |
| Zilver | Regine Heitzer (7)            | Vlag van Oostenrijk          |        |
| Brons  | Nicole Hassler (6)            | Vlag van Frankrijk           |        |
| 4      | Sally-Anne Stapleford (2)     | Vlag van Verenigd Koninkrijk |        |
| 5      | Helli Sengtschmid (3)         | Vlag van Oostenrijk          |        |
| 6      | Diana Carol Clifton-Peach (8) | Vlag van Verenigd Koninkrijk |        |
| 7      | Inge Paul (2)                 | Vlag van Duitsland           |        |
| 8      | Carol-Ann Warner              | Vlag van Verenigd Koninkrijk |        |
| 9      | Ingrid Ostler (2)             | Vlag van Oostenrijk          |        |
| 10     | Jana Mrázková (5)             | Vlag van Tsjechië            |        |
| 11     | Zsuzsa Almassy                | Vlag van Hongarije           |        |
| 12     | Franzi Schmidt (6)            | Vlag van Zwitserland         |        |
| 13     | Ann Margret Frei (4)          | Vlag van Zweden              |        |
| 14     | Sandra Bregnera (4)           | Vlag van Italië              |        |
| 15     | Christine Van der Putte (3)   | Vlag van België              |        |
| 16     | Monika Zingg                  | Vlag van Zwitserland         |        |
| 17     | Alena Augustova               | Vlag van Tsjechië            |        |
| 18     | Genevieve Burdel              | Vlag van Frankrijk           |        |
| 19     | Sylvaine Duban                | Vlag van Frankrijk           |        |
| 20     | Elzbieta Koscik (2)           | Vlag van Polen (1928-1980)   |        |
| -      | Anna Karine Dehle (6)         | Vlag van Noorwegen           | t.z.t. |

| #      | naam (deelname)                              | land                 | pc |
| ------ | -------------------------------------------- | -------------------- | -- |
| Goud   | Marika Kilius (10) Hans-Jürgen Bäumler (9)   | Vlag van Duitsland   |    |
| Zilver | Ludmila Belousova (6) Oleg Protopopov (6)    | Vlag van Sovjet-Unie |    |
| Brons  | Tatjana Zjoek (3) Alexander Gavrilov (3)     | Vlag van Sovjet-Unie |    |
| 4      | Sonja Pfersdorf (2) Gunther Matzdorf (2)     | Vlag van Duitsland   |    |
| 5      | Gerda Johner (6) Rudi Johner (6)             | Vlag van Zwitserland |    |
| 6      | Sigrid Reichman (2) Wolfgang Danne (2)       | Vlag van Duitsland   |    |
| 7      | Tatjana Tarasova Aleksander Gorelik          | Vlag van Sovjet-Unie |    |
| 8      | Agnesa Wlachovska (2) Peter Bartosiewicz (2) | Vlag van Tsjechië    |    |
| 9      | Gerlinde Schonbauer (2) Wilheim Bietak (2)   | Vlag van Oostenrijk  |    |
| 10     | Maria Csordas (2) Laszlo Kondi (2)           | Vlag van Hongarije   |    |
| 11     | Monique Mathys Yves Aellig                   | Vlag van Zwitserland |    |
| 12     | Milada Kubíková (3) Jaroslav Votruba (3)     | Vlag van Tsjechië    |    |
| 13     | Micheline Joubert (2) Alain Trouillet (2)    | Vlag van Frankrijk   |    |

| #      | naam (deelname)                               | land                         | pc |
| ------ | --------------------------------------------- | ---------------------------- | -- |
| Goud   | Eva Romanova (6) Pavel Roman (6)              | Vlag van Tsjechië            |    |
| Zilver | Janet Sawbridge (2) David Hickinbottom (2)    | Vlag van Verenigd Koninkrijk |    |
| Brons  | Yvonne Suddick Roger Kennerson                | Vlag van Verenigd Koninkrijk |    |
| 4      | Gyorgyi Korda (5) Pal Vasarhelyi (5)          | Vlag van Hongarije           |    |
| 5      | Marjorie McCoy Ian Eric Phillips              | Vlag van Verenigd Koninkrijk |    |
| 6      | Jitka Babicka (4) Jaromir Holan (5)           | Vlag van Tsjechië            |    |
| 7      | Gabriele Rauch (2) Rudi Matysik (2)           | Vlag van Duitsland           |    |
| 8      | Brigitte Martin Francis Gamichon (2)          | Vlag van Frankrijk           |    |
| 9      | Christel Trebesiner (4) Gerald Felsinger (7)  | Vlag van Oostenrijk          |    |
| 10     | Jopie Wolf Nico Wolf                          | Vlag van Nederland           |    |
| 11     | Jutta Peters Wolfgang Kunz                    | Vlag van Duitsland           |    |
| 12     | Ghislaine Bertrand-Houdas (2) Pierre Brun (5) | Vlag van Frankrijk           |    |
| 13     | Monique Mathys Yves Aellig                    | Vlag van Zwitserland         |    |

Medaillewinnaars

Mannen · 
Vrouwen ·
Paren · 
IJsdansen

Toernooi

1891 · 
1892 · 
1893 · 
1894 · 
1895 · 
1896-1897 · 
1898 · 
1899 · 
1900 · 
1901 · 
1902-1903 · 
1904 · 
1905 · 
1906 · 
1907 · 
1908 · 
1909 · 
1910 · 
1911 · 
1912 · 
1913 · 
1914 · 
1915-1921 · 
1922 · 
1923 · 
1924 · 
1925 · 
1926 · 
1927 · 
1928 · 
1929 · 
1930 · 
1931 · 
1932 · 
1933 · 
1934 · 
1935 · 
1936 · 
1937 · 
1938 · 
1939 ·
1940-1946 · 
1947 · 
1948 · 
1949 · 
1950 · 
1951 · 
1952 · 
1953 · 
1954 · 
1955 · 
1956 · 
1957 · 
1958 · 
1959 · 
1960 · 
1961 · 
1962 · 
1963 · 
1964 · 
1965 · 
1966 · 
1967 · 
1968 · 
1969 · 
1970 · 
1971 · 
1972 · 
1973 · 
1974 · 
1975 · 
1976 · 
1977 · 
1978 · 
1979 · 
1980 · 
1981 · 
1982 · 
1983 · 
1984 · 
1985 · 
1986 · 
1987 · 
1988 · 
1989 · 
1990 · 
1991 · 
1992 · 
1993 · 
1994 · 
1995 ·
1996 · 
1997 · 
1998 · 
1999 · 
2000 · 
2001 · 
2002 · 
2003 · 
2004 · 
2005 · 
2006 ·
2007 ·
2008 ·
2009 ·
2010 ·
2011 ·
2012 ·
2013 ·
2014 ·
2015 ·
2016 ·
2017 ·
2018 ·
2019 ·
2020 ·
2021 · 
2022 · 
2023 · 
2024 · 
2025

WK kunstschaatsen ·
WK kunstschaatsen junioren ·
Viercontinentenkampioenschap ·
Olympische Spelen